# 至善社
至善社（精確拼音：Budi Utomo），或譯作崇知社、良知社、恩德社，荷屬東印度（今印度尼西亞）歷史上第一個民族主義組織。這個組織在1908年成立，創辦人包括瓦希丁·苏迪罗胡索多、蘇托莫等人，早年的活動包括興辦教育、鼓勵土著參與工商業活動等，活動範圍僅限於爪哇島和馬都拉島。直至第一次世界大戰爆發後，至善社才開始參加政治活動（而且作用不大），並准許東印度群島各族人士加入。這個組織最終在1935年併入大印度尼西亞黨。雖然印尼政府認為這個組織促進了印度尼西亞民族覺醒運動的興起，不過部分學界、文化界人士指出至善社活動範圍狹隘、作風保守等局限，並質疑至善社的民族主義特質。

## 歷史
至善社起源於退休醫生瓦希丁·苏迪罗胡索多在1906年至1907年期間發起的一場運動。他在1899年退休之後，曾擔任爪哇文、馬來文雙語期刊《夜明珠》（Retnadhoemilah）的主編，了解到爪哇貴族的困境；他認為爪哇族知識份子應該領導一場運動，鼓勵族人接受西式教育，改變爪哇族社群的社會、經濟狀況。瓦希丁在1906年變賣家產，遊說爪哇貴族支持自己設立獎學金，幫助成績不俗而家境貧寒的學生繼續升學，卻遭到大部分爪哇貴族的冷落，因為他們擔心地位較低的士紳子弟接受西式教育之後，能夠威脅到自己的權力地位。之後瓦希丁到訪土著醫師訓練學校，爭取校內學生的支持。蘇托莫等學生認為，要提高群眾的知識水平，促進社會繁榮，最有效的方法就是興辦教育，所以他們支持瓦希丁的計劃。
按照瓦希丁以及蘇托莫等人的倡議，來自爪哇島各所高等院校的學生於1908年5月20日在巴達維亞（今雅加達）召開會議，宣告至善社的成立。至善社的爪哇語名稱是「Budi Utomo」，其中「Budi」的意思是「才智／品格／修養／氣節」，Utomo的意思是「崇高、良善」，意思是至善社普及教育的行為是良善的事業。至善社第一任會長由蘇托莫擔任。這群高等院校學生還在爪哇島各地開設至善社的支部，不過在這個過程中，至善社開始吸納非學生會員，逐漸成為寒門的利益團體；同時學生對這個社團的影響開始減弱。至善社拉攏的支持對象主要是爪哇貴族，其次是巽他族人，不過爪哇族人的文化優越感影響到了組織建設的情況（例如萬隆市的爪哇族居民和巽他族居民只能夠按照自己的種族身分參加相應的至善社支部）。
1908年10月，至善社在日惹召開第一次會員大會。大會通過的宗旨是：「令爪哇島、馬都拉島人民（以至於國家）取得和諧的進步」。為了實現這個宗旨，大會提出四項工作目標，包括普及教育、促進經濟（例如農業、畜牧業和商業）、振興科技事業和振興民族文化。在這次大會上，以吉多·芒溫古蘇莫和拉齊曼·維迪奧迪寧格拉特為首的激進派建議至善社參與政治活動，把活動範圍從爪哇島和馬都拉島擴大到整個東印度群島，着力提升東印度群島人民（而不只是爪哇貴族）的社會地位。以瓦希丁、蘇托莫為首的溫和派則認為至善社應該從事興辦教育、鼓勵土著參加經濟活動之類的工作，還認為激進派狂妄而危險。結果以貴族官僚居多的溫和派贏得幹事會幾乎所有席位，吉多是唯一一位隸屬於激進派的理事。蘇托莫不再擔任至善社會長，由卡朗安雅縣縣長迪爾托古蘇莫（Tirtokusumo）取代；副會長一職則由瓦希丁擔任——他認為老年人有責任帶領至善社避開險境，實現其工作目標。吉多在兩年後退出至善社，並於1912年創辦東印度黨，提出印尼獨立的主張。
截至1909年，至善社設有40個支部，會員人數已經增加到10,000人，大部分會員都是爪哇族人，他們不是在政府任職，就是已經完成小學課程的學生。不過自此之後，至善社開始衰落，除了立場保守的貴族官僚，至善社大部分會員陸續退出這個社團。造成這個現象的原因是：一、雖然有的殖民地官員質疑至善社會不會動搖殖民統治，不過當時的荷屬東印度總督約翰尼斯·本尼迪塔斯·范·赫茨認為至善社由開明的官僚領導，立場溫和而進步，是倫理政策成功推行的表現。於是，殖民政府在1909年12月宣布至善社是合法組織，結果反而引來土著的不滿。二、東印度黨、伊斯蘭聯盟等新興政治團體相繼崛起，這些團體的立場較為進取（例如東印度黨提出印尼獨立的主張，伊斯蘭聯盟以宗教的名義把信奉伊斯蘭教的東印度群島居民團結起來），比至善社接近基層，而且能夠把農村地區的群眾和貴族官僚聯繫起來。相反至善社身為保守派文教社團的本質並沒有改變，對於倫理政策，以至於整個政局的影響不大，無法得到群眾的支持。
第一次世界大戰期間，至善社拒絕參與政治活動的立場開始改變。他們在1914年呼籲政府准許土著組織民兵部隊，並於1916年至1917年期間與伊斯蘭聯盟和世族官僚合組代表團，前往荷蘭向威廉明娜女王請願，並遊說荷蘭政界支持他們的主張。雖然准許土著組織民兵部隊的法案被荷蘭國會否決，不過1916年荷蘭國會通過法案，准許荷屬東印度設立人民議會之後，至善社開始投身議會政治，參與人民議會和地方議會的選舉，並成為人民議會第二大團體。不過在這段期間，至善社拒絕批評殖民政府，拒絕納入宗教元素，並認為要改變民族的命運，興辦教育仍然是最有效的手段。
1920年代至1930年代期間，至善社的政治立場反反覆覆：至善社在1926年決定採取不合作原則，卻在1928年東印度群島的青年組織召開第二次青年大會，提出青年誓言之後，宣佈繼續和荷蘭殖民政府合作，除非荷蘭國會不准許殖民政府實現多數人代表（設立議會，把大部分議席分配給土著）。直至1932年，至善社才修訂章程，決定奉行印尼民族主義，提出「印尼獨立」的主張，准許全國各族人民加入至善社，並就局部議題採取不合作的態度。此後數年，至善社曾經在召開會員大會期間討論宗教團體辦學、改善農民生活和收緊結社權等議題，並參與蘇卡諾為了團結民族主義政團而成立的組織——印度尼西亚民族政党协商会，卻始終無法恢復1910年代全盛時期的規模。最終，至善社在1935年和另一個爪哇色彩較為濃厚的組織——印度尼西亞民族聯盟併入大印度尼西亞黨，繼續主張與殖民政府合作，長遠達到印尼獨立的目標。

## 後續及評價

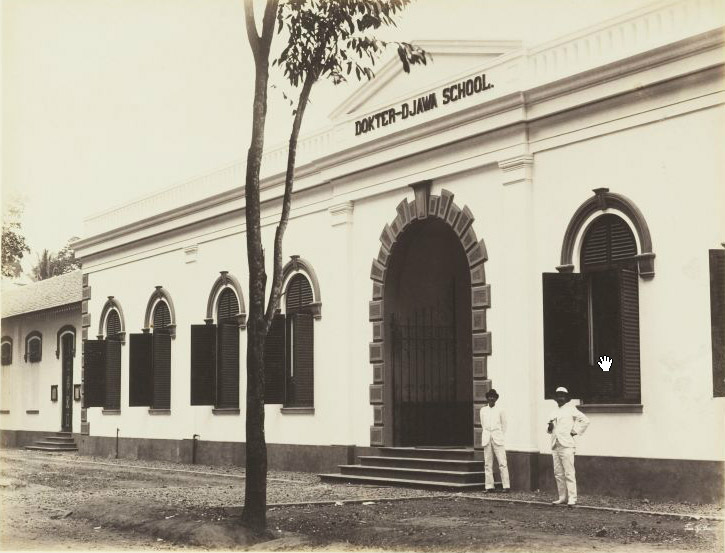
至善社的發源地——雅加達原土著醫師訓練學校校舍（攝於1920年代；現已改為民族覺醒博物館）

印尼政府認為至善社是印尼第一個民族主義組織；這個主張得到不少學者的認可。印尼政府除了把至善社的成立日（5月20日）列為民族覺醒日，還把至善社的發源地——雅加達原土著醫師訓練學校校舍闢為至善社博物館的館址（1984年2月與另外三個博物館合併，改為民族覺醒博物館），列為國定古蹟。新秩序時期（1967年－1998年）的印尼歷史論著甚至還讚揚至善社成功把整個印尼民族團結起來，抵抗荷蘭殖民統治，是印尼獨立運動的奠基石。
另一方面，無論是在至善社活動的期間，還是在至善社解散之後，印尼社會都有意見指出至善社的局限，甚至質疑這個社團的民族主義特質。1910年代東印度群島的社會有意見一直認為至善社是一個附和政府的團體，比如認為至善社得到殖民政府的默許，才會建議殖民政府准許土著組織民兵部隊。學者阿里爾·赫爾延托也在2008年投稿《雅加達郵報》，提出類似的觀點，他認為至善社保守的特質得到殖民政府的容忍。1920年代至善社召開會員大會期間，有會員開始質疑至善社的作用，他們認為至善社只會從事文教活動，無法解決百姓的疾苦，而且害怕涉足政治，因此它的影響力每況愈下。
印尼作家普拉姆迪亞·阿南達·杜爾曾經在自己撰寫的小說《布魯島四部曲》當中提及至善社的事蹟。他指出至善社所有社員都是爪哇族士紳，而且都是男性。

## 備註
1. ↑  一年後，至善社又支持伊斯蘭聯盟有條件同意組建土著民兵部隊觀點。伊斯蘭聯盟開出的條件是殖民政府必須實現多數人代表，結果他們把組織土著民兵部隊和多數人代表這兩個議題捆綁在一起。

## 腳註
1. 1 2 3 4 5  Ricklefs 2008，第197-201頁.
2. 1 2 3 4  Kahin 1952，第64-65頁.
3. 1 2  Vandenbosch 1931，第1058頁.
4. 1 2  黄昆章 1986，第94頁.
5. 1 2 3 4 5  Pemprov DKI Jakarta.
6. ↑  Ricklefs 2008，第199-200, 205頁.
7. 1 2  Ricklefs 2008，第206-207頁.
8. 1 2 3  黄昆章 1986，第95-96頁.
9. ↑  Ricklefs 2008，第218-219, 228頁.
10. 1 2 3  Heryanto 2008.
11. ↑  Hamzah 2017.